# Kaptschuksee (Lama)
Der Kaptschuksee (russisch Озеро Капчук) ist ein 21,2 km² großer nördlich des wesentlich größeren Lamasees gelegener See im Putoranagebirge, dem Nordwestteil des Mittelsibirischen Berglands, in der russischen Region Krasnojarsk.

## Geographische Lage
Der Kaptschuksee liegt rund 330 km nördlich des nördlichen Polarkreises im Nordteil des Putoranagebirges (max. 1701 m). Er erstreckt sich durchschnittlich rund 105 km ostnordöstlich von Norilsk. Weder am See noch in seiner Umgebung gibt es Siedlungen.
Die den See einrahmenden Berge sind in den nordwestlichen Miktschangdabergen bis 1116 m hoch, in den nördlichen Demsbergen bis 1167 m, in den östlichen Butscharamabergen bis 1101 m und in den südwestlichen Kamennybergen bis 1068 m. Der See wird von Deme und Nikita-Jurjach und anderen Bächen gespeist. Der Kaptschuk bildet den 1,6 km langen Abfluss vom westlichen Seeende zum nahen Lamasee.
Der etwa 50 m hoch gelegene See ist rund 12 km lang und bis 2,8 km breit. Sein Einzugsgebiet ist etwa 386 km² groß.

## Klima, Flora und Fauna
Die Region des Kaptschuksees liegt im Bereich des Permafrostbodens. Der See ist alljährlich von Oktober oder November bis Juni von Eis bedeckt. An seinen Ufern gedeihen boreale Nadelwälder (Taiga) und auf den Bergen seiner Umgebung herrscht Tundra mit Moosen und Flechten vor. Im fischreichen See leben zum Beispiel Barschfische, Hechte und Lachsfische.